# Bonobo
Bonoboen (latin Pan paniscus), også kendt som pygmæchimpanse eller dværgchimpanse, er en af menneskeaberne. Sammen med chimpansen er bonoboen menneskets nærmeste slægtning. Bonoboerne viste i 1994, at de kan genkende sig selv i et spejlbillede.

## Opdagelse
Bonoboen blev første gang videnskabeligt erkendt som forskellig fra chimpansen af tyskeren Ernst Schwarz (1889-1962) ved studier af en belgisk samling af kranier i 1928. Den blev senere nærmere beskrevet og ophøjet som art i 1933 af den amerikanske zoolog Harold Coolidge (1904-1985).

## Levevis
Seksuelt samvær spiller en stor rolle i bonoboernes samfund, det bliver anvendt som velkomst, ved konfliktløsning og ved forsoning. Bonoboerne har ikke vedvarende forhold, men sex mellem forskellige individer er udbredt.

## Udbredelse
Bonoboen findes kun syd for Congofloden, som deler de to lande Den Demokratiske Republik Congo og Republikken Congo. Derimod lever chimpansen kun nord for Congofloden. Bonoboen er en truet dyreart.